# 松山平野
松山平野（まつやまへいや）とは、四国西部を流れる重信川、石手川が形成した東西20km、南北17kmの広大な扇状地で、愛媛県中部の松山市と東温市、伊予郡にまたがる沖積平野である。両河川も扇状地特有の伏流水（地下水脈）を形成しているが、少雨の気象条件のため安定していない。また、各地の中小河川は、暴れ回って扇状地を形成した両河川の名残である。松山の市街地が高台に位置するのは、洪水を避けるためであった。現在は河川改修も進んでいる。

## 地理
松山市、伊予市、東温市、砥部町、松前町の5市町にまたがり、北は高縄山系に、南は四国山地に囲まれている。
河川は重信川、石手川、三坂川、小野川、中ノ川、堂本川である。
中でも重信川の流域面積は道後平野全体の半分を占める。三坂川は、砥部町で河岸段丘を形成し、集落は段丘上にある。
東温市付近を扇頂とするなだらかな扇状地を形成している。
高台に位置する松山市城東地区の「石手川扇状地」、「祝谷扇状地」は少し急な勾配で、道後付近から南西部にかけて傾斜している。
伏流水の一部は温泉となって、各地に湧出する道後温泉郷を構成している。また、泉温は上（東温市方面）に行くほど高くなっている。（道後さや温泉＝28℃、道後温泉＝46℃、見奈良温泉＝50℃）これは、中央構造線（断層）が熱源になっているからである。また、地下1700mより湧出する松山温泉は、62℃と非常に高温となっている。
扇央〜扇端部に当たる松山市周辺部では稲作が行われ、愛媛県随一の穀倉地帯である。また、丘陵部では温州みかんをはじめとする果樹が栽培されている。

## 気候
瀬戸内海気候で年間を通して温暖少雨であり、（水源豊富な松前町以外は）度々干ばつや渇水に悩まされている。愛媛県の人口の3分の1以上が道後平野に集中しているなど、人口の多い割に水源が乏しく、中予分水が長年の課題となっている。